# Tegenaria domestica
Tégénaire domestique
Espèce
Synonymes
- Araneus domesticus Clerck, 1757
- Aranea derhamii Scopoli, 1763
- Aranea longipes Fuesslin, 1775
- Aranea flava Martini & Goeze, 1778
- Aranea tomentosa Martini & Goeze, 1778
- Aranea annulata Martini & Goeze, 1778
- Aranea civilis Walckenaer, 1802
- Arachne familiaris Audouin, 1826
- Tegenaria scalaris Krynicki, 1837
- Tegenaria cretica Lucas, 1853
- Drassina ochracea Grube, 1861
- Agelena borbonica Vinson, 1863
- Tegenaria dubia Blackwall, 1864
- Tegenaria testacea Simon, 1870
- Tegenaria fontium Simon, 1875
- Tegenaria detestabilis O. Pickard-Cambridge, 1877
- Tegenaria modesta Keyserling, 1878
- Coelotes calcaratus Keyserling, 1887
- Coelotes plumarius Bishop & Crosby, 1926
- Mevianops fragilis Mello-Leitão, 1941
- Coelotes amygdaliformis Zhu & Wang, 1991
- Tegenaria domesticoides Schmidt & Piepho, 1994

Tegenaria domestica, la Tégénaire domestique, est une espèce d'araignées aranéomorphes de la famille des Agelenidae.

## Distribution
Cette espèce se rencontre dans l'écozone paléarctique : en Europe, en Afrique du Nord, au Moyen-Orient, en Asie centrale, en Asie du Nord et en Asie de l'Est.
Elle a été introduite en Australie, en Nouvelle-Zélande, en Amérique, en Afrique du Sud et à La Réunion.

## Habitat
La tégénaire domestique vit dans les zones sombres des maisons, et se rencontre le plus souvent dans les pièces communes, telles que la chambre, la salle à manger ou la cuisine, contrairement à d'autres espèces que l'on trouverait plutôt dans les garages, les caves ou les greniers.

## Description

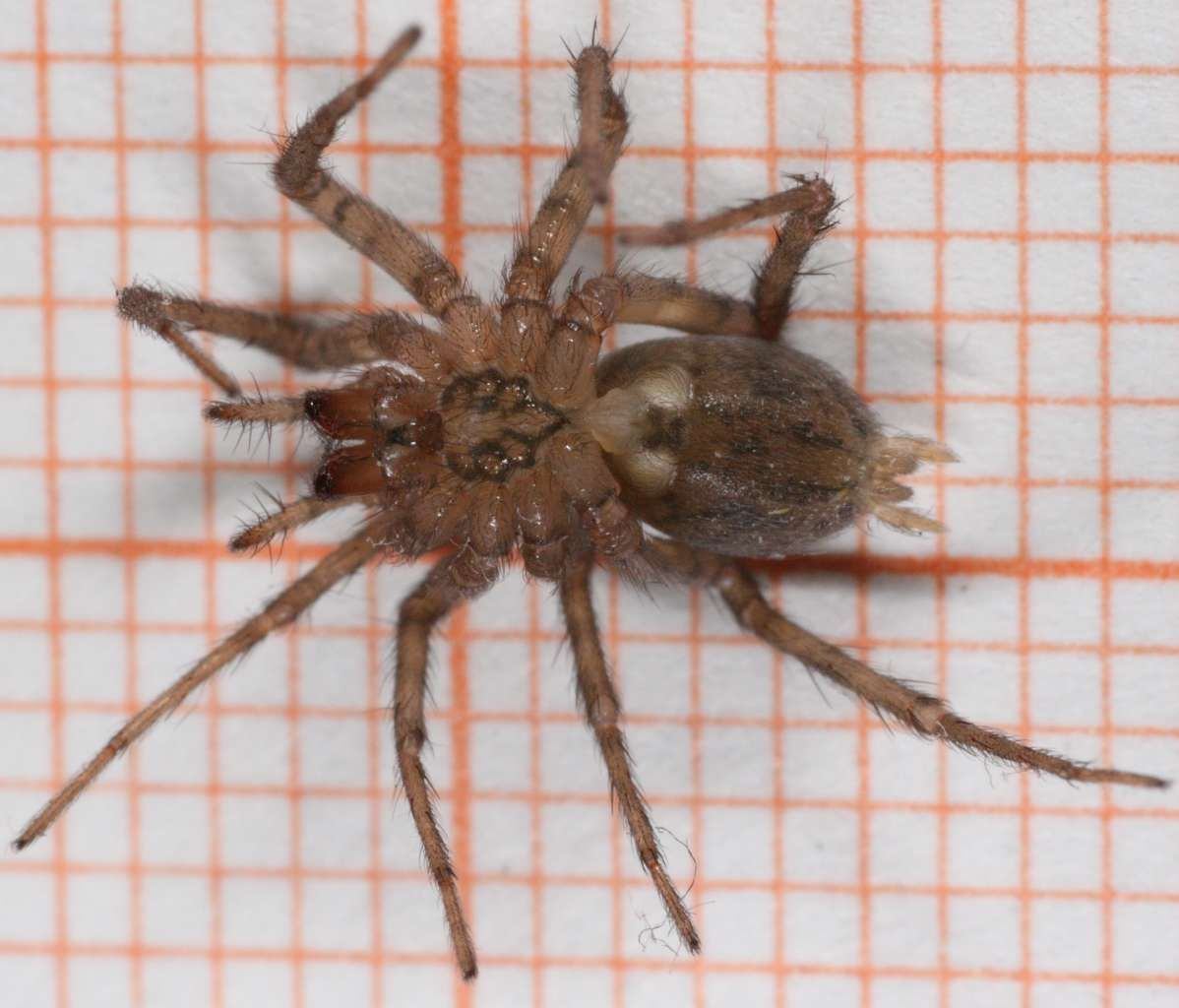
Les longues filières, vues du dessous.

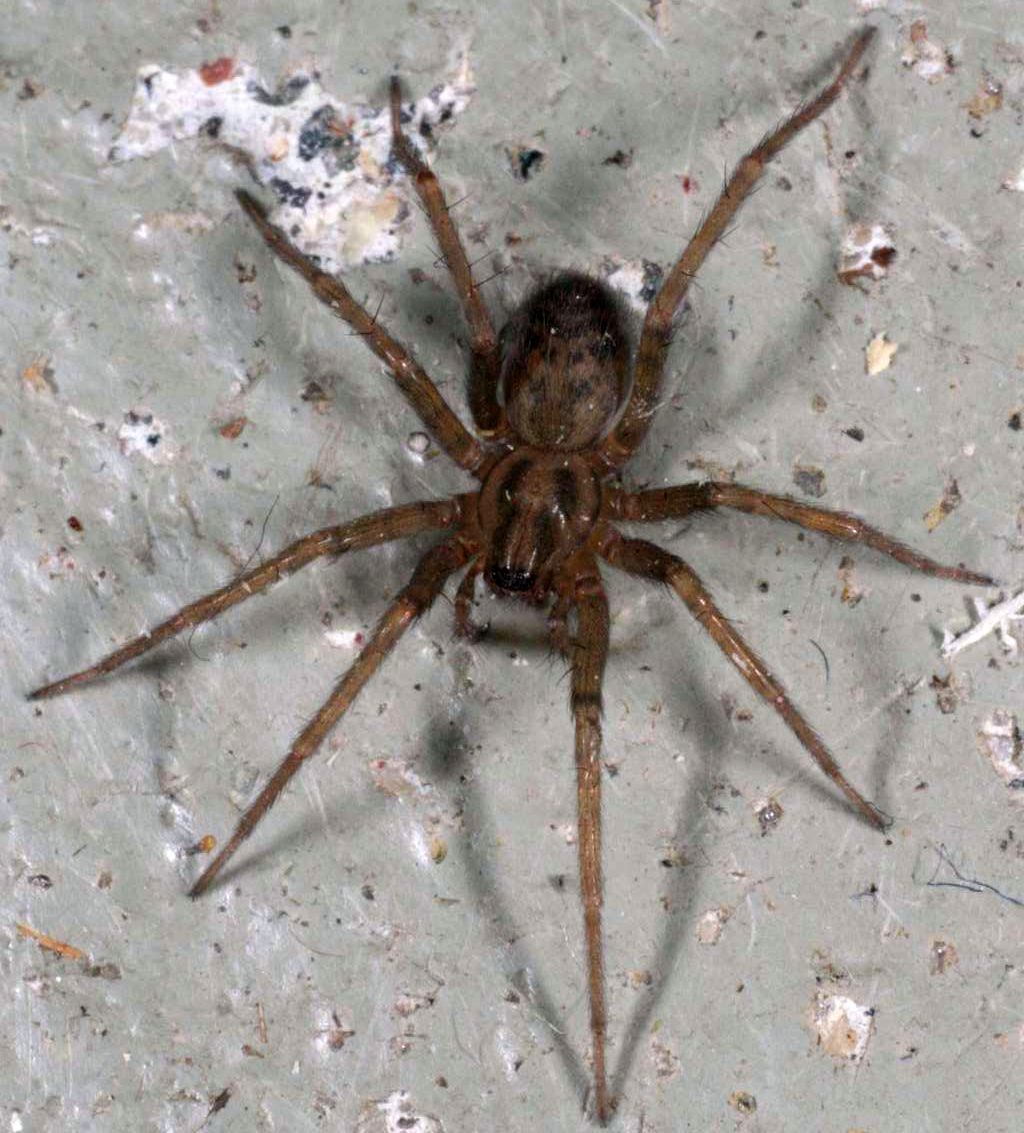
Tegenaria domestica.

Tegenaria domestica.

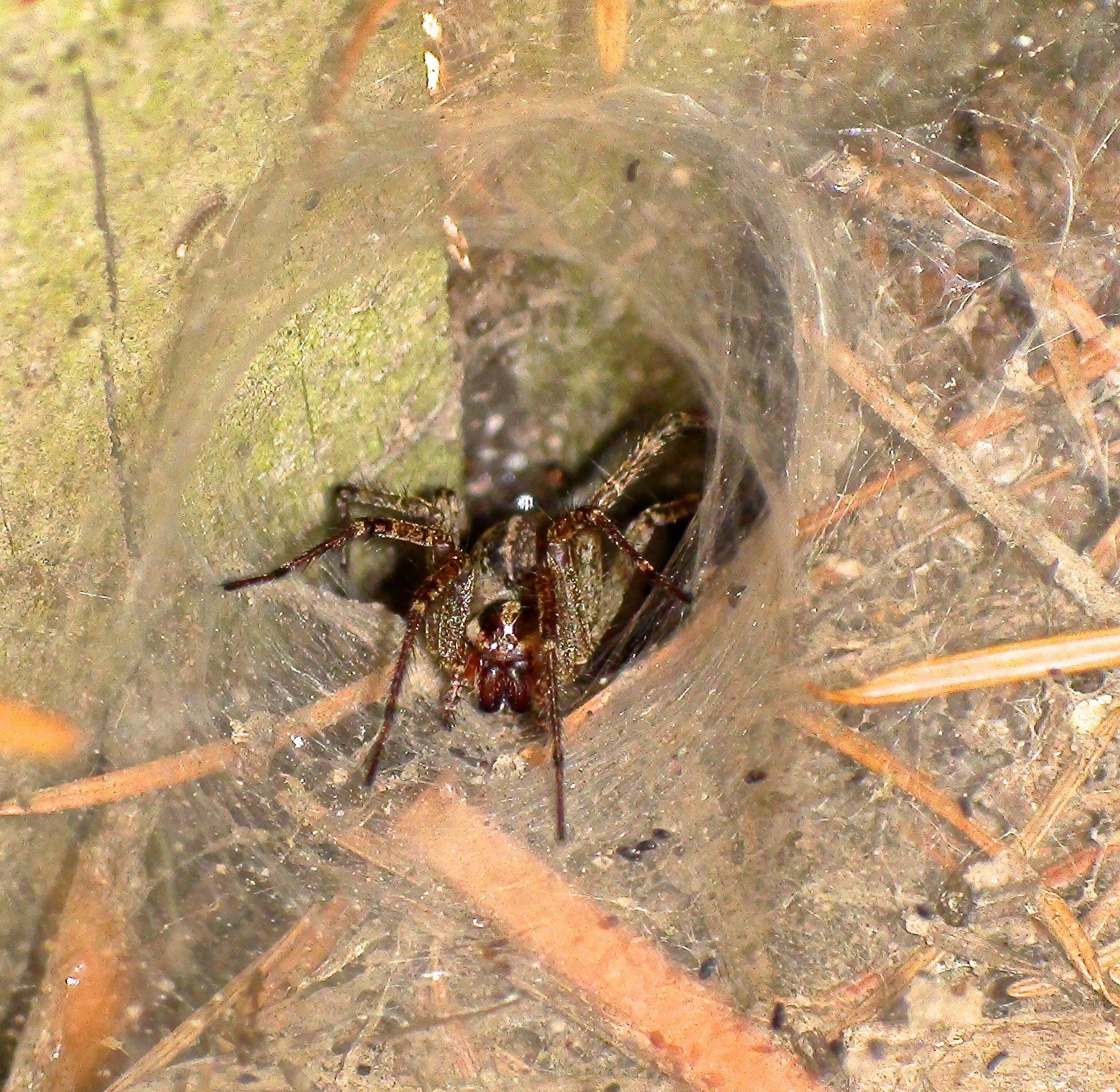
Tegenaria domestica dans sa toile.

Le corps des mâles (hors pattes) mesure de 6,0 à 9,0 mm de long et celui des femelles de 7,5 à 11,5 mm. Les femelles peuvent atteindre une envergure de 50 mm.
Le prosoma est jaune-brun, avec une bordure large et sombre, ainsi que des lignes sombres ; le sternum est brun, avec une partie médiane large et brillante et des taches brillantes ; les pattes sont jaunâtres, annelées de taches brunes ; et l'opisthosome est gris clair avec des chevrons plus foncés.
Une femelle peut vivre jusqu'à 5 ans.

## Prédateurs et proies
La tégénaire domestique a peu de prédateurs naturels. Seuls la Tégénaire noire (Eratigena atrica) et l'Homme osent s'attaquer à elle ; ainsi que, parfois, d'autres espèces de tégénaires. Elle peut également être la proie du pholque (Pholcus phalangioides) qui l'entortillent dans un cocon de soie grâce à ses longues pattes fines.
Elle se nourrit de tout arthropode plus petit qu'elle (moustique, mouche, papillon, cafard, etc.), mais n'ose pas s'attaquer à un animal d'au moins sa taille.

## Éthologie
La tégénaire domestique est solitaire et nocturne. Elle vit sur une toile en forme d'entonnoir qu'elle refait chaque nuit. Il lui arrive parfois de sortir de sa toile pour chasser si elle est affamée, mais en général elle chasse les proies qui se trouvent sur sa toile, sortant pour la mordre puis la porter à sa cachette pour lui injecter des enzymes qui servent à ramollir la proie, car les araignées ne peuvent pas mâcher, et la dévorer.
Lorsqu'un mâle cherche à s'accoupler, il touche la toile de la femelle à l'aide d'une de ses pattes, en faisant un rythme régulier, indiquant ainsi à la femelle qu'il n'est pas une proie. Si la femelle sort, il prend la fuite, mais si elle ne sort pas, il rentre et lui injecte du sperme à l'aide de ses pédipalpes (les sortes de petites pattes à l'avant). Après l'accouplement, il y a trois possibilités :
- la femelle attaque le mâle (le plus souvent) (le cas de cannibalisme sexuel est assez rare chez les arthropodes[3],[4]) ;
- le mâle part de la toile sans se faire attaquer (assez rare) ;
- la femelle accepte le mâle et ils vivent en couple (extrêmement rare).

Après quelques jours de gestation, la femelle pond des centaines d'œufs qu'elle protège.

## Systématique et taxinomie
Cette espèce a été décrite sous le protonyme Araneus domesticus par Clerck en 1757. Elle est placée dans le genre Philoica par C. L. Koch en 1837, puis dans le genre Tegenaria par Simon en 1875.
Tegenaria dubia a été placée en synonymie par Simon en 1912.
Drassina ochracea a été placée en synonymie par Wesołowska en 1988.
Mevianops fragilis a été placée en synonymie par Ramírez, Grismado et Blick en 2004.
Coelotes amygdaliformis a été placée en synonymie par Wang et Jäger en 2007.
Tegenaria domesticoides a été placée en synonymie par Bolzern, Burckhardt et Hänggi en 2013.
Agelena borbonica a été placée en synonymie par Cazanove, Cressent, Tamon et Derepas en 2022.

## La Tégénaire domestique et l'Homme
Tegenaria domestica est une araignée parfaitement inoffensive qui ne représente pas de danger pour l'Homme. Le nom est régulièrement utilisé à tort pour désigner toute grosse araignée trouvée dans une habitation, bien que d'autres espèces de la famille des Agelenidae, comme la Tégénaire noire, fréquentent également les maisons.
Aucune publication scientifique ni médicale ne fait état d'une morsure directe d'une araignée du genre Tegenaria sur l'Homme. Particulièrement craintive et docile comme sa cousine de plus grande taille, la Tégénaire noire, cette espèce cherchera toujours à fuir, même acculée ou provoquée.

## Publication originale
- Clerck, 1757 : Svenska spindlar, uti sina hufvud-slågter indelte samt under några och sextio särskildte arter beskrefne och med illuminerade figurer uplyste. Stockholmiae, p. 1-154.